# 瞳少女
「瞳少女/チリドッグがお気に入り」（ひとみしょうじょ/ちりどっぐがおきにいり）は、1984年7月25日にリリースされたC-C-B（当時Coconut Boys名義）の2枚目のシングル。両A面シングル。

## 解説
当時作詞家として頭角を現し始めた秋元康、チェッカーズに楽曲を提供したことで人気作家として注目されていた芹澤廣明が作品を提供。
本作から田口智治と米川英之がメンバーとしてクレジットされている。

## タイアップ
「瞳少女」はロート製薬・なみだロートのCM曲として採用。CMではサビの「瞳少女」の部分で商品名を歌っており、音源化されたものとは別テイクである。
「チリドッグがお気に入り」はマツダ・ファミリアのCM曲に採用された。

## ディスクジャケット
ジャケットは5人がギターを抱えてはしゃぐ写真（アルバム『Boy's Life』でも使用）をメインに、左上には「なみだロート」のCMビジュアル写真が小さく掲載されている物だったが、その後「チリドッグがお気に入り」にもタイアップがついたため、
片面に「チリドッグがお気に入り」がフィーチャーされ、マツダ・ファミリアのビジュアルが小さく掲載されたジャケットとの二つ折りに変更された。
C-C-Bへ改名後、カラフルに髪を染めたメンバー写真を掲載した1枚仕様のジャケットに変更、再プレス。

## 収録曲
| 全作詞: 秋元康。 |                            |        |          |                 |      |
| #                | タイトル                   | 作詞   | 作曲     | 編曲            | 時間 |
| 1.               | 「瞳少女」                 | 秋元康 | 芹澤廣明 | 松井忠重・C-C-B | 3:19 |
| 2.               | 「チリドッグがお気に入り」 | 秋元康 | 萩原健太 | 萩原健太、C-C-B | 2:47 |